# The Manchurian Candidate (pel·lícula de 2004)
|  | Per a altres significats, vegeu «The Manchurian Candidate». |

The Manchurian Candidate és una pel·lícula de suspens nord-americana, de cinema neo-noir, dirigida per Jonathan Demme. Fou estrenada el 2004 i està basada en la novel·la The Manchurian Candidate de Richard Condon, de la qual ja se n'havia fet una versió cinematogràfica el 1962, doblada al català com a El missatger de la por, dirigida per John Frankenheimer.
És protagonitzada per Denzel Washington com a Bennett Marco, un tenaç i virtuós oficial de l'exèrcit, Liev Schreiber com a Raymond Shaw, un congressista de Nova York que és manipulat per convertir-se en candidat a la vicepresidència, Jon Voight com a Tom Jordan, un senador dels Estats Units i el seu contrincant, i Meryl Streep com a Eleanor Shaw, senadora i la mare de Raymond Shaw.

## Argument
El comandant de l'exèrcit dels Estats Units Bennett Marco no aconsegueix dormir, però tampoc vol fer-ho. Marco es passa la vida donant conferències sobre l'emboscada que va sofrir el seu escamot durant l'Operació Tempesta del Desert i l'heroisme del sergent Raymond Shaw que va rebre la Medalla d'Honor per salvar als homes de Marco. Però, de nit, les imatges que Marco recorda d'aquest fatídic dia es converteixen en terribles malsons.
Marco comença a preguntar-se si els dos soldats que van morir en el foc creuat no van sofrir una sort més desgraciada del que indiquen els expedients oficials i si Shaw és realment el gloriós heroi al que tots aclamen.
Empès per la seva mare, la senadora Eleanor Prentiss Shaw, Shaw es converteix en candidat a la vicepresidència i Marco no té més remei que fer cas a les seves sospites.
Apareixen més obstacles ja que l'exèrcit comença a qüestionar el seny de Shaw i el vigilen cada cop més intensament. Marco es llança a una carrera contra el temps per demostrar la sorprenent i inimaginable veritat abans que pugui arribar a la Casa Blanca.

## Repartiment
- Denzel Washington - Major Bennett Marco
- Meryl Streep - Senadora Eleanor Prentiss Shaw
- Liev Schreiber - Congressista Raymond Prentiss Shaw
- Kimberly Elise - Eugenie Rose
- Jon Voight - Senador Thomas Jordan
- Vera Farmiga - Jocelyne Jordan
- Jeffrey Wright - Al Melvin
- Simon McBurney - Dr. Atticus Noyle
- Bruno Ganz - Delp
- David Keeley - Agent Evan Anderson
- Ted Levine - Coronel Howard
- Miguel Ferrer - Coronel Garret
- Dean Stockwell - Mark Whiting
- Jude Ciccolella - David Donovan
- Tom Stechschulte - Governador Robert "Bob" Arthur
- Pablo Schreiber - Eddie Ingram
- Anthony Mackie - Robert Baker III
- Robyn Hitchcock - Laurent Tokar
- Obba Babatunde - Senador Wells
- Željko Ivanek - Vaughn Utly